# Pelourinho de Rossão

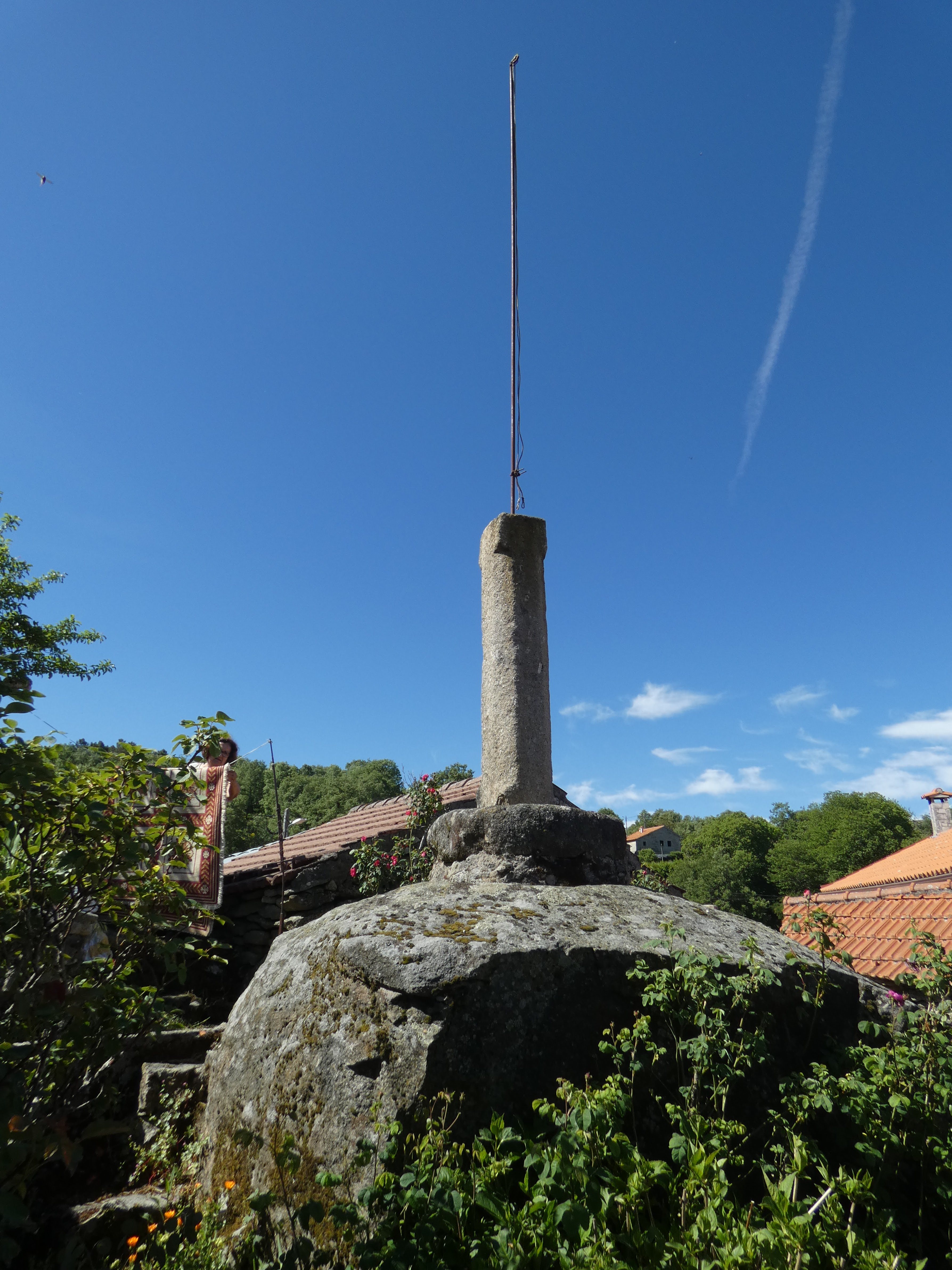
Pelourinho de Rossão

O pelourinho de Rossão encontra-se no lugar de Rossão, freguesia de Gosende, no município de Castro Daire.
Não se sabe ao certo a sua idade, havendo quem defenda que data dos séculos XV ou XVI e quem sustente ser de origem mais tardia (séculos XVII ou XVIII).
Está classificado Imóvel de Interesse Público (Decreto nº23 122, de 11 de outubro de 1933).
O Pelourinho do Rossão poderá estar no local original, bem perto de uma habitação a qual se faz crer, foi a antiga cadeia e casa do concelho, contudo não subsistiu até aos dias de hoje qualquer recordação dos antigos privilégios verbalizados em foral.
Mário Guedes Real descreveu-o na revista “Beira Alta”,(vol. XXIV, 3 , p. 300) deste modo: 
Eis o monumento; sobre uma lage circular- talvez antiga mó de moinho - com cerca de um metro de diâmetro e bordos grosseiramente boleados ou já carcomidos pelo tempo, assenta uma coluna baixa de granito, de secção quadrangular, com as arestas chanfradas na sua maior extensão. O desfazer dos chanfros na parte inferior forma-se a base com quatro faces de 15 centímetros de altura. Superiormente, com idêntico afeiçoamento, destaca-se o remate formado pela parte terminal da mesma peça inteiriça, concordante com a referida base mas um pouco mais alta (20 cm aproximadamente). O bloco prismático está firmado no centro da peça circular por um robusto espigão com 2 palmos de comprimento, o qual, inferiormente não é mais do que o prolongamento da coluna e que atravessando o olhal da lage, desce para o intervalo existente entre os dois penedos em que repousa o assento da picota. Ao cimo, no remate quadrangular, vê-se uma cavidade em forma de meia-laranja, aberta no centro da pedra. Supomos que primitivamente aí terá existido uma esfera ou bolo de granito a coroar o monumento, à semelhança do pelourinho de Mões. Essa pedra esférica terminal terá desaparecido.